# کیموفسک

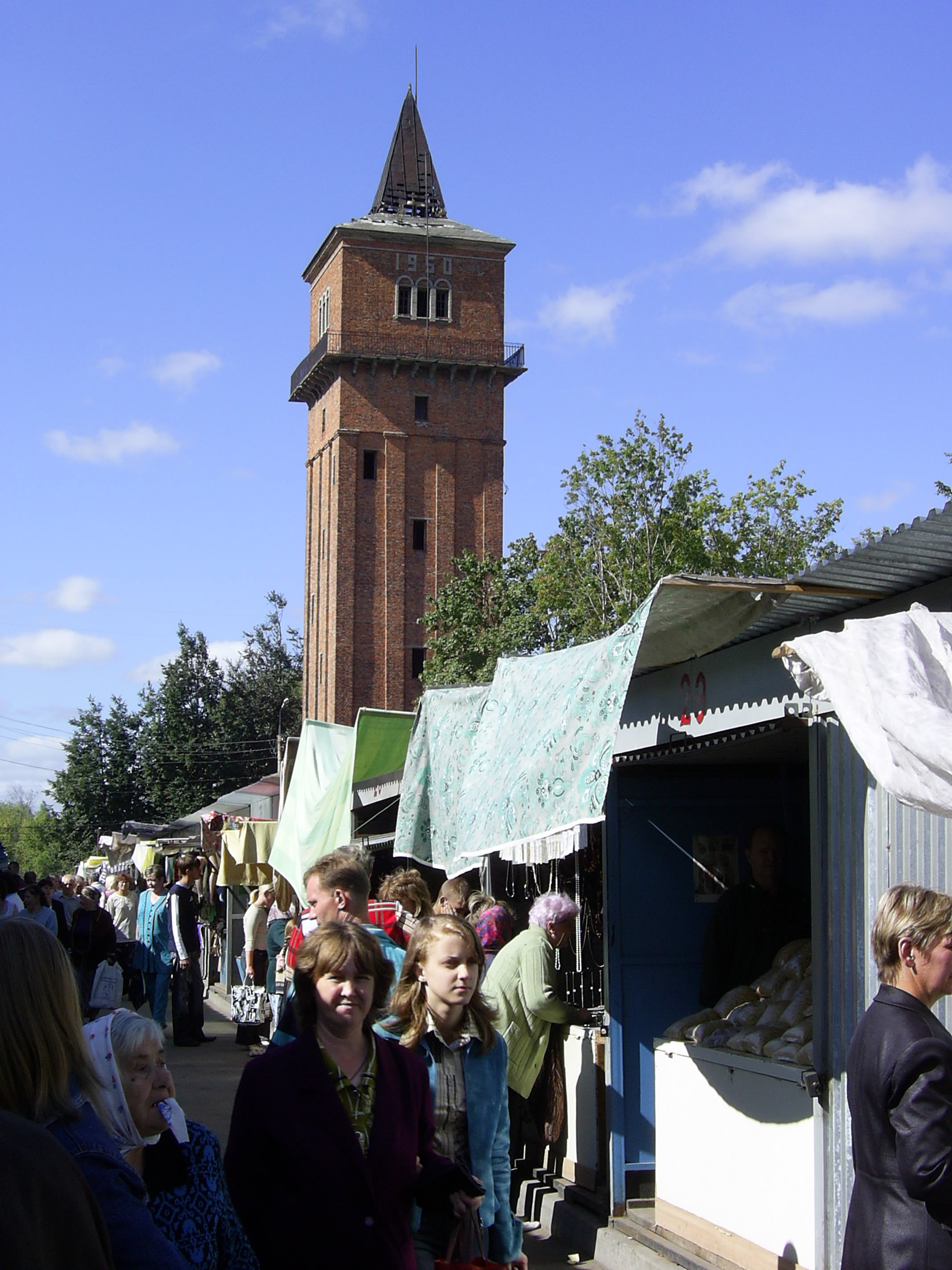
برج آب در بازار: کیموفسک، منطقه تولا

شهر کیموفسک (به روسی: Кимовск) در کشور روسیه و در اوبلاست تولا واقع شده‌است.